# Ilex trachyphylla
Espèce
Classification phylogénétique
Statut de conservation UICN

 VU  : Vulnérable
Ilex trachyphylla est une espèce de plantes du genre Ilex de la famille des Aquifoliaceae.